# 灌嬰城
灌嬰城，是江西省南昌市有歷史記錄以來最早的城池。2200多年前，西漢大將潁陰侯灌嬰在今南昌市青山湖區湖坊鎮一帶夯土築城，同時辟有六門，即南城的南門和松陽門，北城的臬門和昌門，以及東門和北門。六門互接，長約4000多公尺，城區面積四平方公里。